# Сиднейский фестиваль Марди Гра

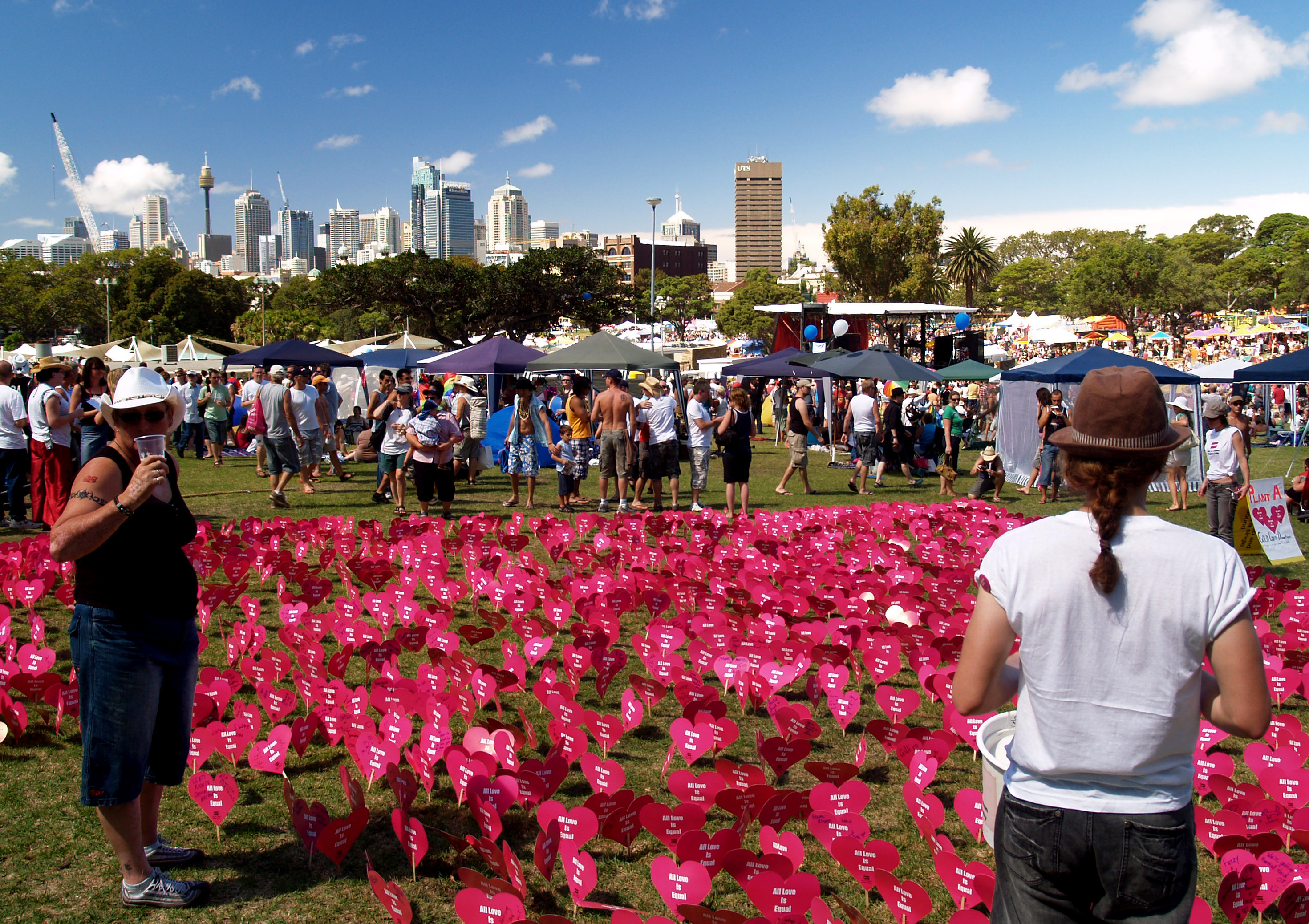
«Море сердец» на Fair Day 2007

Сиднейский фестиваль Марди Гра (англ. Sydney Mardi Gras) — ежегодный фестиваль ЛГБТ-культуры, проходящий в феврале-марте в Сиднее (Австралия). Марди Гра привлекает огромное количество туристов со всего мира. Фестиваль является крупнейшим в мире и включает в себя различные мероприятия, такие как спортивные мероприятия (англ. Bondi Beach Drag Races), пляжные вечеринки (англ. Harbour Party), лекции на ЛГБТ тематику (англ. Queer Thinking), кинофестиваль (англ. Mardi Gras Film Festival). Фестиваль открывается во второй четверг февраля «днем справедливости» на территории Виктория-Парк (англ. Fair Day), которую посещает свыше 70000 человек и заканчивается в первую субботу марта самым крупным в мире прайд-парадом и вечеринкой (англ. Sydney Mardi Gras Parade and Party).

## День справедливости
День справедливости можно охарактеризовать, как день дружбы, который является официальным днем открытия фестиваля Марди Гра. В этот день всем желающим предоставляется возможность познакомится с гей-культурой, пообщаться с представителями ЛГБТ-сообщества, их родственниками и друзьями. Ежегодно Виктория-парк посещает около 70.000 человек.

## Парад
Фестиваль Марди Гра завершается ежегодным «парадом гордости». В костюмированном параде участвуют около 8500 человек и около 300 тыс. зрителей. Различные организации, представляют свои красочно оформленные платформы. В параде участвуют австралийские политические партии и общественные организации, Amnesty International, PFLAG, представители вооруженных сил, профсоюзов, спасательных и пожарных служб, а также различных СМИ и многие другие.
Маршрут парада, протяженностью 1,7 километра, пролегает по Оксфорд-стрит, далее по Флиндерс-стрит до Гайд-парка и повторяет маршрут парада в День АНЗАК. Движение в этом районе перекрывается. Во время парада вдоль его маршрута расположены зрительские места.
Парад традиционно начинается с проезда плесбиянок на мотоциклах («Dykes on Bikes») по Оксфорд-стрит, который часто сопровождается фейерверком.
Ежегодно выбирается командующий парадом (англ. Grand Marshal) — человек, который передаёт дух праздника. В разные годы ими становились:
- 2007 — актёр Руперт Эверетт
- 2008 — актриса Маргарет Чо
- 2009 — олимпийский чемпион Мэтью Митчем
- 2010 — модель Аманда Лепор
- 2011 — актриса Лили Томлин

Несмотря на своё название, «Марди Гра Парад» проводится не во вторник, а в субботу и никак не связан непосредственно с праздником Марди Гра.

## Вечеринка (финал парада)
Ночная вечеринка после парада является неотъемлемой частью Марди Гра. На данный момент это одно из крупнейших танцевальных мероприятий в Австралии. Вечеринка проводится в здании Хорден Павилион (англ. Hordern Pavilion) в районе Мур-парк (англ. Moore Park). Впервые вечеринка прошла в 1980 году. Тогда её посетило 700 человек. В 1998 году мероприятие посетили рекордные 27000 человек. Ежегодно количество человек, покупающих билеты на вечеринку варьируется от 17000 до 20000.
В 2010 году из-за ошибок в планировании фестиваля вечеринка состоялась не в ночь после парада. В 2012 году на вечеринке ожидалось 15000 участников.
Ежегодно на вечеринке дают концерты различные звёзды:
- 1990 — Сэм Бэкко, Марсия Хайнс
- 1994 — Джон Пол Янг, Кайли Миноуг
- 1995 — Бой Джордж
- 1996 — Труди Валентайн, Тельма Хьюстон
- 1997 — Чака Хан, Village People
- 1998 — Джимми Самервилл, Кайли Миноуг, Данни Миноуг
- 1999 — Данни Миноуг, Марсия Хайнс, Эрин Гамильтон, Джимми Барнс
- 2001 — Ванесса Аморози, Шина Истон, Кристин Ану
- 2002 — Human Nature, Bardot, Дебора Кокс
- 2003 — Сюзанн Палмер
- 2005 — Никки Френч, Даррен Хейз, Тина Арена, Кортни Экт
- 2006 — Baby Marcelo, Джимми Самервилл
- 2007 — Young Divas, Бой Джордж
- 2008 — Синди Лопер, Оливия Ньютон Джон
- 2009 — Элисон Джир, Тина Арена
- 2010 — Джордж Майкл, Келли Роланд, Адам Ламберт, Аманда Лепор
- 2011 — Уинтер Гордон, Алексис Джордан, Фрэнки Наклз, Ларри Ти, Марк Треворов
- 2012 — Kylie Minogue, RuPaul, Sneaky Sound System, Shauna Jensen, Sam Sparro
- 2013 — Loreen, Delta Goodrem, Heather Small, The Presets, Jake Shears
- 2014 — Tina Arena, Courtney Act, Samantha Jade, Marcia Hines, Nathan Mahon, Adam George[5]
- 2015 — Dannii Minogue, Nick Jonas, Jessica Mauboy, Джейк Ширз, Betty Who, Rufus Wainwright, Courtney Act
- 2016 — Conchita Wurst, Deborah Cox, Courtney Act, Kitty Glitter, Yo! MAFIA, Colin Gaff, Dirty Pop
- 2021 — Монтень

## Освещение
Ежегодно издается специальный гид, освещающий события, которые будут происходить на фестивале. Помимо этого в 1995, 1997, 2002 и 2003 годах было выпущено специальное многодисковое издание компилляций и сетов со всех вечеринок фестиваля.
Марди Гра Парад широко освещается в СМИ. В 2011 году он транслировался по радио Joy 94,9 FM, Мельбурн и 2SER 107,3 FM, Сидней. Парад был также полностью показан в прямом эфире на канале Arena (FOXTEL). Ведущими трансляции были: танцор Луи Спенс («Кошки»), телеведущие Шарлотта Доусон («Топ-модель по-австралийски») и Руби Роуз («MTV Australia»), а также олимпийский чемпион Мэтью Митчем и комедийная актриса Каролин Рид (в образе «Пэм Энн»). Парад также транслировался по радио через австралийскую спутниковую радиосеть (CBAA).

## Критика
Марди Гра Фестиваль постоянно подвергается критике различных религиозных организаций по причине, по их мнению, подрыва традиционных христианских ценностей. Бывший министр и член Законодательного Совета штата Новый Южный Уэльс, представитель Объединённой Церкви Австралии Фред Нил известен тем, что он ежегодно молятся о дожде в день парада.
С наиболее серьёзной критикой фестиваль Марди Гра столкнулся в первые годы вспышки заболеваемости СПИДом, а также в 1994 году, когда канал Australian Broadcasting Corporation впервые показала Парад Марди Гра по телевидению.